# Tíjola
Tíjola è un comune spagnolo  situato nella comunità autonoma dell'Andalusia, provincia di Almería. È attraversato dal fiume Almanzora.